# Calau de Nova Guinea
El calau de Nova Guinea o calau papú (Rhyticeros plicatus) és una espècie d'ocell de la família dels buceròtids (Bucerotidae) que habita boscos de les Moluques, Raja Ampat, Nova Guinea, Arxipèlag D'Entrecasteaux, illes Bismarck i Salomó.